# Fontconfig
Fontconfig (ou fontconfig) é uma biblioteca de programas livre projetada para fornecer configuração, enumeração e substituição de fontes para outros programas. O Fontconfig foi originalmente escrito e mantido por Keith Packard e atualmente é mantido por Behdad Esfahbod.
O Fontconfig é normalmente usado em ambientes gráficos do Linux (e de outros sistemas similares ao Unix), onde continua sendo uma parte importante do manuseio de fontes. No entanto, ele também é usado em outras plataformas, incluindo as versões de software para o Windows que usam o Pango para layout e renderização de texto, como o GIMP.